# عبد الرحمن العتيقي
عبد الرحمن سالم العتيقي (15 أبريل 1928 - 12 يونيو 2020) سياسي ودبلوماسي ومستشار ووزير مالية ونفط كويتي، شغل منصب وزير المالية والنفط، وهو أول سفير لبلاده لدى الولايات المتحدة، وكان أيضًا مندوبها الدائم لدى الأمم المتحدة.
أحد رواد نهضة الكويت الحديثة وساهم في تأسيس صندوق الأجيال القادمة و هيئة الاستثمار الكويتية و الصندوق الكويتي للتنمية، وله مشاركات وطنية عديدة ودور وطني بارز في تحرير الكويت.

## مسيرته
ولد العتيقي في الخامس عشر من شهر أبريل عام 1928، وبدأ تعليمه في عمر السادسة على يد الشاعر عبد الله العثمان، بعدها التحق بالمدرسة المباركية حتى الصف الثاني ثانوي، حيث ترك الدراسة لمرضٍ أصاب عينيه، وبعدها أمضى عدة أشهر في المعهد الديني، ودرس الفقه الحنبلي، ترك المعهد في عام 1949، حيث التحق بالشرطة وعمل سكرتيرًا للأمير صباح السالم الصباح، ثمَّ عُيّن مديرًا للصحة عام 1959.

## مناصب تولاها
شغل خلال حياته عدة مناصب، منها:
- مدير دائرة الصحة
- أول سفير لدولة الكويت لدى الولايات المتحدة الأمريكية (1961)
- مندوب دائم لدى الأمم المتحدة [7]
- وكيل وزارة الخارجية (1963 - 1967)
- وزير النفط والمالية (1967 - 1971)
- وزير المالية (1975 - 1981)
- مستشار الأمير صباح السالم الصباح
- مستشار الأمير جابر الأحمد الجابر الصباح
- مستشار الأمير صباح الأحمد الجابر الصباح
- ممثل الكويت في تأسيس منظمة «أوابك» عام 1981
- ممثل الكويت في منظمة الأوبك
- وكيل وزارة الخارجية (1963 - 1967)
- رئيس مجلس إدارة بنك الكويت والبحرين

## نشاطات أخرى
في عام 1973، كان عضوًا موسسًا لجمعية المعوقين ورئيس مجلس إدارتها، كما ساهم في تأسيس بيت التمويل الكويتي «بيتك»، حيث اتخذ القرار بالموافقة على تأسيسه، كذلك ساهم في تأسيس الهلال الأحمر الكويتي ، ساهم في تأسيس جمعية الإرشاد الإسلامي (جمعية الإصلاح الاجتماعي)، وكان عضوًا فيها، والتي تأسست عام 1952، وأيضًا خلال توليه وزارة المالية تم إنهاء إجراءات امتياز البنك البريطاني، وتحويله إلى بنك الكويت والشرق الأوسط.